# Clóvis Irigaray
Clóvis Hugueney Irigaray (Alto Araguaia, 23 de março de 1949 — Chapada dos Guimarães, 3 de abril de 2021) foi um artista plástico e pintor brasileiro, além de ter sido nomeado como “Embaixador das Artes” pela Divina Academia Francesa de Artes, Letras e Cultura no ano de 2013. Irigaray foi homenageado como um dos mestres da cultura matogrossense e suas obras foram pioneiras no que se refere ao estilo artístico atual do Mato Grosso, tornando-se um ícone cultural do Brasil.
Com 40 anos de carreira, Irigaray foi a gênese da arte matogrossense. Suas obras representam um estilo de arte único e indescritível, que servem de inspiração para muitos artistas que buscam representar uma cultura para além do imperialismo, uma cultura que vive e é sutil na forma de se manifestar. Sua série de pinturas “Xinguana” marcou a história da Arte Contemporânea e trouxe aos olhos do cidadão urbano a riqueza da cultura indígena, os contrastes com o mundo industrializado e a exclusão dos povos originários nos avanços sociais.

## Início
Nascido no município de Alto Araguaia, Clóvis foi o quarto filho do casal Carlos Irigaray Filho e Dorothy Hugueney. Passou a desenvolver pinturas aos 5 anos de idade por inspiração na própria mãe que, segundo ele, era uma excelente pintora. A paixão prematura pelas artes lhe proporcionou seu primeiro prêmio em 1963 no ginásio de sua cidade natal.
Além disso, sua criação em Alto Araguaia também serviu de inspiração para suas obras, haja vista suas afetuosas memórias e relatos apreciando a natureza local e a cultura interiorana que permeava sua vida durante a infância.

## Carreira
Sua carreira tem início quando Clóvis Hugueney muda-se para Campo Grande no ano de 1968 afim de realizar uma Graduação em Direito. Lá, ele aproxima-se do artista plástico Humberto Espíndola e passa a frequentar seu ateliê para produzir quadros utilizando pastel. Humberto e a crítica de arte Aline Figueiredo, foram responsáveis pela ideia de Irigaray representar a cultura indígena nas pinturas (característica que esteve presente durante toda a carreira).
Posteriormente, ele Participou do XVII Salão Nacional de Arte Moderna (Rio de Janeiro) em 1969
Já em 1971, o artista ganha projeção nacional ao participar da exposição “5 Artistas de Mato Grosso” na Galeria de Arte Ibeu em Copacabana. A exposição contou com a presença dos também artistas Conceição dos Bugres, Humberto Espíndola, João Sebastião e Reginaldo Araújo que tinham por objetivo mostrar a arte matogrossense para o resto do Brasil.

### Xinguana (1975)
Seu Magnum Opus veio durante 1975 enquanto trabalhava em pinturas no Museu de Arte e Cultura Popular da Universidade Federal de Mato Grosso situada em Cuiabá. Lá, ele produziu e lançou a série de pinturas intitulada “Xinguana”, que retratava indígenas interagindo com objetos símbolos do consumismo ou da vida urbana, a fim de evidenciar um contraste e uma coexistência entre esses contextos.
Com o enorme sucesso dos quadros, Clóvis foi convidado a expor suas obras no Museu de Arte Moderna do Rio de Janeiro, o qual teve boa recepção por parte da crítica. A jornalista, pintora e crítica de arte Ernestina Karman escreveu para o jornal Folha da Tarde sua opinião sobre a série “Xinguana”:
"Clóvis faz introspecções. É um rapaz triste. Sozinho. Utópico, que visualiza um mundo diferente, onde deseja que o índio seja respeitado. Anima-o. O índio santo. O índio, imperador. O índio empresário de Coca-cola. O índio, Todo-Poderoso dos meios de comunicação. O índio, astronauta".
Colocando o indígena como um grupo que consegue conviver em harmonia com a modernidade, o artista vai na contramão de tudo que havia naquela época de representação indígena na arte brasileira. Muitos produtos culturais tratavam o indígena como um ser místico, isolado da “civilização” e digno de fetiche. Clóvis desde o início da carreira, teve o objetivo de retratar os povos indígenas como seres que podem conviver em harmonia com o homem branco (e a tecnologia) e, mesmo assim, manter suas tradições vivas.
A obra lhe rendeu o Prêmio Aquisição no VI Salão Paulista de Arte Contemporânea.

### Anos 80 e 90
Clovito seguiu trabalhando em prol da cultura durante muitos anos depois desse sucesso astronômico dos anos 70, sendo reverenciado como ícone popular brasileiro da onda punk ainda pouco difundida e conhecida no imaginário popular. Essa identificação que os punks brasileiros têm pelo artista começou na década de 80 quando ele, ao ver uma mulher tatuada, decidiu tatuar o próprio rosto com desenhos por achar interessante aquela forma de se expressar artisticamente. Posteriormente ele tatuou todo o rosto com tinta azul.
Na década de 90 ele foi jurado de algumas mostras de arte em Cuiabá como:
•III Salão da Primavera (1995)
•V Salão de Primavera (1997)
•III Salão de Arte Moderna de Mato Grosso (1997)
Em 1997, ele foi homenageado por alunos de Comunicação social da Universidade Federal do Mato Grosso com um curta-metragem documental, chamado “Clóvis Irigaray - Fragmentos” que foi exibido na 5ª edição do Festival de Cinema e Vídeo de Cuiabá. O documentário é uma entrevista ilustrada com obras do pintor e trechos de músicas punk em que ele fala dos seus sonhos, da vida e de suas obras. O documentário foi feito por Ana Paula Sant’Ana, Gilmar Vieira e Oscar de Souza Jr.

No dia 16 de abril (do mesmo ano) a banda de Rock Strauss lançou seu segundo CD e a foto da capa é uma imagem de Clóvis Irigaray. O álbum conta com 11 músicas que, dentre outras coisas, falam sobre amor e insatisfação, é conhecido por misturar ritmos do Lambadão cuiabano com instrumentos de rock.

O artista era reverenciado pelos membros da banda, que possuíam admiração pelo estilo único de Hugueney e prestaram homenagens ao pintor quando o mesmo faleceu em 2021.

### Anos 2000
Durante a primeira década dos anos 2000 o artista plástico passou por um hiato de 3 anos devido à falta de inspiração para seguir pintando. De acordo com o próprio, o que o motivou a continuar foi a família. No entanto, ainda houve exposições individuais de suas obras no período menos ativo da carreira, sendo elas:
• “Céu Oficial” (2002) - UFMT
• “Pellegrim” (2004) - Chapada dos Guimarães
• “O Retorno” (2012) - Casa do Parque (Cuiabá)
Em 2013 seus quadros entraram em exposição no Museu do Louvre e ele foi nomeado “Embaixador das Artes” pela Divina Academia Francesa de Artes, Letras e Cultura
Posteriormente, ele passou a buscar inspiração em temas como gênero, afeto e sexualidade. Tema que teve início em sua exposição de 2016 no Palácio da Instrução, chamada “Irigaray: Arte Cidade”, a exposição teve o objetivo de adentrar as relações humanas, a miscigenação presente no Brasil e a arte urbana.
Sua última exposição (em vida) foi a de 2020, chamada de “Irigaray: Arte Ikuiapá”. Teve a finalidade de ocupar os espaços sociais com arte, inspirar novos artistas e mostrar aos jovens como as artes visuais podem enriquecer a vida do ser humano, a exposição foi aberta ao público no Centro Cultural Casa Cuiabana. O evento teve a participação de estudantes e contou com quadros que homenageavam toda a trajetória de Clóvis Irigaray.

## Legado
No Sábado, dia 3 de abril de 2021, o artista Clóvis Hugueney Irigaray morreu de causas naturais enquanto dormia em sua residência, na cidade de Chapada dos Guimarães. A notícia foi dada pela filha dele, Maria Irigaray.
O pintor produziu uma quantidade enorme de obras com técnicas primorosas, deixou um legado de muita luta contra o colonialismo e em favor dos povos indígenas e, também, tornou-se uma personalidade “lendária” do estado que vivia pelo seu estilo característico e exposições pensadas para o povo. Além disso, é considerado um dos artistas mais bem premiados do estado ao longo dos seus 40 anos de carreira, pintores de todo o Brasil se inspiram na persona de Irigaray para criarem os próprios estilos e têm o mesmo como um “mestre”. Nomes como os dos artistas Ana Paula Sant'ana e Jean Siqueira ou da atriz Hend Santana são apenas alguns dos muitos artistas influenciados pela arte de Irigaray.
Em 2001 o livro “Clóvis Irigaray - Arte, Memória, Corpo” foi escrito por José Serafim Bertolodo e conta sobre a vida do artista, mostra suas principais obras, discorre sobre os ideais de Clóvis e fala sobre os inúmeros prêmios que ele acumulou até aquele momento de sua carreira.
Em 2022 ele foi homenageado como um dos 75 matogrossenses considerados “Mestre da Cultura” por meio da Lei Aldir Blanc. Também em 2022 ele foi homenageado com a exposição virtual “Irigaray Mestre” que contava um pouco de sua vida e apresentava ao novo público suas principais obras. Ele chegou a acompanhar o início do projeto enquanto estava vivo.

## Lista de obras
- Xinguana: Adorno de Braço (1975)
- Xinguana: Amazônia Legal (1975)
- Xinguana: Astronautas (1975)
- Xinguana: Cafézinho (1975)
- Xinguana: Concerto (1975)
- Xinguana: Colar Azul (1975)
- Xinguana: Televisão (1975)
- Xinguana: Piquenique (1975)
- Xinguana: Universidade da Selva (1975)
- Jesus Cristo (1988)
- Deus e a Rainha dos Humildes (1989)
- Referências ao Surreal (1990)
- Santa Helena (1995)
- Encontro (1996)
- Gioconda (1996)
- Índia Amamentando (1996)
- O Povo (1999)
- Madona Rosa (2000)
- Pequeno Índio e Girassóis (2000)
- Céu Oficial (2002)
- Auto-retrato (2012)
- Deus (2012)
- Pop (2013)
- Abstrato (2015)
- Pontual (2017)
- Rosas I, II e III (2017)
- São Sebastião (2017)
- São Tomé (2017)
- Ofício (2018)
- Retrato de Luz (2019)
- Casal em Espírito (2020)
- Em Sintonia (2020)
- São Jorge Guerreiro (2020)
- Zara (2020)